# Барак, Коби
Ко́би Бара́к (ивр. קובי ברק‎; полное имя: Яако́в Бара́к (ивр. יעקב ברק‎); род. 17 мая 1964, Метула, Израиль) — генерал-майор запаса Армии обороны Израиля; в последних должностях: глава Управления технологии и логистики Генштаба Армии обороны Израиля (с марта 2012 по июль 2016 года) и глава Командования сухопутных войск Армии обороны Израиля (с августа 2016 по февраль 2019 года).

## Биография
Коби Барак родился в Метуле, Израиль, в 1964 году. Окончил сельскохозяйственную школу в Пардес-Хане.

### Военная карьера
В 1984 году Барак был призван на службу в Армии обороны Израиля, начал службу в бронетанковых войсках.
Был командиром бронетанкового батальона «Саар» бригады «Барак», а в 1997 году был назначен командиром оперативного отдела (ивр. קצין אג"ם‎) бронетанковой дивизии «Гааш». В 1999 году возглавил резервную бронетанковую бригаду «Маркевот ха-Плада», с 2000 по 2002 год одновременно командовал Центром тактической подготовки Национального центра учений сухопутных войск.
В 2002 году Барак был назначен командиром бронетанковой бригады «Иквот ха-Барзель», бригада под руководством Барака стала первой принявшей на вооружение танки «Меркава» 4-й модели.
В 2004 году возглавил Оперативный департамент (ивр. מחלקת מבצעים‎) Оперативного управления Генштаба армии. В 2006 получил звание бригадного генерала и стал главой штаба (ивр. רמ"ט‎) Центрального военного округа.
9 августа 2007 года был назначен командиром бронетанковой дивизии Северного военного округа «Нетив ха-Эш», сменив на посту командира дивизии в период Второй ливанской войны бригадного генерала Эреза Цукермана. Исполнял эту должность до 19 ноября 2009 года.
По окончании операции «Литой свинец» в секторе Газа в 2009 году возглавлял также рекомендательную комиссию по вручению наград участникам операции.
3 января 2010 года вступил на должность главы Оперативного отделения (ивр. חטיבת המבצעים‎) Оперативного управления Генштаба, сменив на посту бригадного генерала Авива Кохави.
4 августа 2011 года вышло сообщение о решении министра обороны Эхуда Барака утвердить назначение Барака на пост главы Управления технологии и логистики Генштаба армии. 25 декабря 2011 года Барак передал управление Оперативным отделением бригадному генералу Йоэлю Стрику, а 5 марта 2012 года Бараку было присвоено звание генерал-майора, и он вступил на должность главы Управления технологии и логистики, сменив на посту уходящего в запас генерал-майора Дана Битона.
13 июля 2016 года передал командование Управлением технологии и логистики генерал-майору Аарону Халиве, а 10 августа 2016 вступил на должность главы Командования сухопутных войск, сменив на посту генерал-майора Гая Цура. 6 мая 2019 года Барак передал управление Командованием генерал-майору Йоэлю Стрику накануне выхода в запас из армии.

### После выхода в запас
После выхода в запас из армии Барак руководит некоммерческой организацией «Мерхав нешима», оказывающей поддержку бойцам армии-жертвам посттравматического стрессового расстройства и членам их семей.
Также входит в президиум некоммерческой организации Little Heroes (ивр. גיבורים קטנים‎) и занимается предпринимательской деятельностью.

### Образование и личная жизнь
За время службы в армии Барак получил степень бакалавра Университета имени Бен-Гуриона (в области машиностроения) и степень магистра Хайфского университета (в области политологии).
Проживает в мошаве Мерхавия. Женат на Орит Барак, отец троих детей.

## Публикации
- אלוף קובי ברק לחימה בערים: אתגר ישן-חדש מערכות 477, 1.4.18 (Генерал-майор Коби Барак, «Ведение боевых действий в городской местности: старый-новый вызов», «Маарахот» № 477 (1.4.18)) (Архивная копия от 12 июня 2022 на Wayback Machine) (иврит)
- קובי ברק, זיו אבטליון ואייל סאבא מיזוג מז"י ואט"ל – רטרוספקטיבה ומבט לעתיד בין הקטבים 17-16, יולי 2018 (Коби Барак, Зив Автальон и Эяль Саба, «Слияние Командования сухопутных войск и Управления технологии и логистики — ретроспектива и взгляд на будущее», «Бейн ха-Ктавим» № 16—17 (июль 2018)) (Архивная копия от 18 апреля 2022 на Wayback Machine) (иврит)
- קובי ברק השמיים אינם עוד הגבול – הצורך בלוחמה רב ממדית ביבשה ובאווירייה יבשתית בין הקטבים 12-11, מאי 2017 (Коби Барак, «Небо больше не предел — необходимость в многомерных боевых действиях на суше и с применением БПЛА сухопутными войсками», «Бейн ха-Ктавим» № 11—12 (май 2017)) (Архивная копия от 22 апреля 2022 на Wayback Machine) (иврит)